# Hieronim Nekanda Trepka
Hieronim Nekanda Trepka  herbu Topór (ur. ok. 1550, zm. 1630) – dworzanin i sekretarz najpierw Stefana Batorego, później Zygmunta III Wazy.
Syn Stanisława i Barbary z Gomolińskich, kasztelanki rozpierskiej.
W 1583 poślubił Elżbietę Prowanównę herbu Kolumna (zm. 1638), córkę Trojana Provany. Z tego małżeństwa pochodzili Walerian, Samuel, Żegota i Barbara, która w 1618 r. poślubiła Stanisława Bodzętę.